# تيم بوس
تيم بوس (بالألمانية: Tim Boss) هو لاعب كرة قدم ألماني، ولد في 28 يونيو 1993 في كولونيا في ألمانيا. لعب مع فاتنشايد 09 وفورتونا دوسلدورف وفورتونا كولن.

## وصلات خارجية
- تيم بوس على موقع قاعدة بيانات كرة القدم.إي يو (الإنجليزية)
- تيم بوس على موقع عالم كرة القدم.نت (الإنجليزية)